# Simao Airport
Simao Airport är en flygplats i Kina. Den ligger i provinsen Yunnan, i den sydvästra delen av landet, omkring 310 kilometer sydväst om provinshuvudstaden Kunming.
Runt Simao Airport är det ganska tätbefolkat, med 70 invånare per kvadratkilometer. Närmaste större samhälle är Simao, 1,7 km öster om Simao Airport. I omgivningarna runt Simao Airport växer i huvudsak städsegrön lövskog.
Genomsnittlig årsnederbörd är 2 007 millimeter. Den regnigaste månaden är juli, med i genomsnitt 515 mm nederbörd, och den torraste är februari, med 23 mm nederbörd.